# 泉玉林水库
泉玉林水库是中国内蒙古自治区乌兰察布市察哈尔右翼前旗境内的一座水库，位于泉玉林河上，建于1959年。水库正常库容为1950万立方米，集雨面积为1178平方千米，海拔为1354.43米。